# Dreadstar
Dreadstar é uma série de histórias em quadrinhos de propriedade do autor norte-americano Jim Starlin. Foi Publicada bimestralmente pela editora Epic Comics,um selo de quadrinhos autorais pertencente à Marvel comics, em 1982, onde permaneceu até o número 26, quando então passou a ser publicada pela editora First Comics, onde permaneceu até o número 64. Os personagens principais eram Vanth Dreadstar, o único sobrevivente da Via Láctea, e o mago ciborgue Syzygy Darklock. As aventuras se passavam tendo como pano de fundo uma guerra entre a Igreja da Instrumentalidade, liderada pelo Lord Papal, e a Monarquia, administrada por um rei fantoche.
A série, criada por Jim Starlin, foi bimestral durante a maior parte de sua publicação. A Epic Comics publicou 26 edições, logo depois, a série foi publicada pela First Comics que o publicou mais 38 edições, totalizando 64 edições. No início da década de 1990, uma série limitada de seis edições foi publicada pela linha Bravura de Malibu Comics, uma linha de obras autorais. Jim Starlin havia declarado em entrevistas no início de 2000 que ele estava trabalhando em uma nova série Dreadstar intitulada "Class Warfare" (incluindo exemplos de artes em The Price, encadernado publicado pela Slave Labour Graphics), mas a última menção foi no final de 2002. Em 2011, em promoção para Breed III, Starlin novamente mencionou a possibilidade de outra série Dreadstar.

## A Odisseia da Metamorfose
A Odisseia da Metamorfose (no original, Metamorphosis Odyssey) é uma longa série de histórias alegóricas publicadas pelo autor Jim Starlin em várias revistas e graphic novels americanas. O personagem Vanth Dreadstar é introduzido nessa saga, onde inconscientemente ajuda o Orsirosiano chamado Akhnaton a destruir a Via Láctea, como única forma de parar a expansão contínua do Império Zygoteano, que conquistava, escravizava e exterminava tudo em seu caminho. Ao final da saga, Vanth se torna o último sobrevivente da Via Láctea.

## Epic comics
As histórias são centradas nas façanhas de Vanth junto com seus novos companheiros: Syzygy Darklock, um poderoso místico, Willow, uma telepata cibernética cega, capaz de ver através dos olhos do seu macaco de estimação, Oedi, membro de uma raça meio humanóide e meio felina, e Skeevo, um corsário espacial.
Recentemente chegado à Galáxia Empírica após os eventos da Odisseia da Metamorfose, Vanth tenta viver tranquilamente como um pastor junto ao pacífico povo felino do planeta de Oedi, mas sua paz é perturbada pela chegada de Darklock, que procura envolvê-lo no conflito entre as maiores forças daquela galáxia,a Monarquia e a Igreja da Instrumentalidade. Vanth se recusa até que a guerra alcança o planeta, exterminando a maior parte da sua população.Oedi sobrevive e se junta a eles; Willow e Skeevo se juntaria a eles mais tarde.
Vanth Dreadstar toma o lado da Monarquia contra o maligno Lorde Papal da Instrumentalidade, mas a equipe acaba se tornando fugitiva quando a Monarquia cai, e eles tentam por um longo tempo descobrir quem é o traidor entre eles. A transição para a Fist Comics acontece justamente quando o traidor está para ser revelado.

## First Comics
Na primeira edição pela First Comics, a edição de número 27, acontece a revelação de quem é o traidor da equipe de Vanth. A queda da Instrumentalidade acontece rapidamente após a transição para a First. Dreadstar, severamente ferido, entra em coma e desperta ao meio das consequências do fim da guerra - surge uma burocracia, onde aqueles com poderes extraordinários, como ele mesmo, se tornam policiais para capturar outros do mesmo gênero. Finalmente, Willow toma o controle do computador mestre, e Dreadstar e seus amigos deixam a galáxia novamente.
Durante a publicação pela First Comics, a editora lançou a mini-série Crossroads, que apresentou os principais destaques da empresa. Uma edição envolveu Grimjack, Nexus e Dreadstar. Isso foi aludido em uma edição posterior da Dreadstar, com vários painéis de flashback que retratam Dreadstar ao lado do Nexus.

## Malibu Comics
A série de Malibu ocorre vários anos depois, com o Lord Papal treinando a filha de Vanth Dreadsta,r Kalla. Os personagens da série original, exceto Oedi, aparecem, e os clérigos da série em Dreadstar aparentemente foram mortos acidentalmente por sua própria filha. Na edição 6, a edição final, Dreadstar está vivo.

## Image Comics
Dreadstar e Oedi aparecem na última página de Breed III # 5 e # 6, juntamente com outras criações da Starlin, como Wyrd e Kid Kosmos como parte da "Aliança de Elsewhere". Esta história também explica onde Oedi desapareceu durante a última mini-série Dreadstar.

## Publicação no Brasil
Dreadstar fez sua estreia no Brasil na Revista Epic Marvel da Editora Abril e depois chegou a ganhar um título próprio pela Editora Globo, mas por causa da troca de editoras (da Epic para a First Comics), a Editora Globo se viu obrigada a cancelar o título. Em 2011, a Devir Livraria publicou o álbum de luxo Dreadstar - A Odisseia da Metamorfose com a mini-série publicada em Epic Illustraded. Em 2016, a Mythos Editora publicou o encadernado Dreadstar – Volume 1, baseado no publicado pela Dynamite Entertainment em 2012.

## Adaptação televisiva
Em 17 de fevereiro de 2015, a Starlin se uniu à Universal Cable Productions para adaptar Dreadstar como uma série de TV com Chris Bender e J. C. Spink como produtores.